# فلوریسنت (میزوری)
فلوریسنت (به انگلیسی: Florissant) شهری در شهرستان سنت لوئیس ایالت میزوری است که جمعیت آن در سرشماری سال ۲۰۱۰ میلادی ۵۲۱۵۸ نفر بوده است.